# スプリウス・カルウィリウス・マクシムス
スプリウス・カルウィリウス・マクシムス（Spurius Carvilius Maximus）は紀元前3世紀初期の共和政ローマの政治家・軍人。紀元前293年と紀元前272年に執政官（コンスル）を務めた。

## 出自
プレブス（平民）であるカルウィリウス氏族の出身。スプリウス・カルウィリウスはエクィテス（騎士階級）の生まれで、カルウィリウス氏族から出た最初の執政官である。父も祖父もプラエノーメン（第一名、個人名）はガイウス、紀元前234年と紀元前228年に執政官を務めたスプリウス・カルウィリウス・マクシムス・ルガは息子である。

## 最初の執政官
紀元前299年にアエディリス（按察官）に就任した。6年後の紀元前293年に最初の執政官に就任。同僚執政官はパトリキ（貴族）のルキウス・パピリウス・クルソルであった。両執政官共にサムニウムに対する戦争で大きな成功を収め、カルウィリウスはアミテルヌム（en）、コミニウム、パルウミヌム、ヘルクラネウムを占領した。続いて、エトルリアに侵攻したが、これはファルスキ（en、エトルリア同盟の一員）が講和条約を破ったためであった。カルウィリウスはトゥロイリウムと他の5つの要塞を占領し、ファルスキ軍に勝利、莫大な賠償金を課して講和条約を結んだ。
ローマに戻り、カルウィリウスは凱旋式を実施した。その際、戦利品の多くを兵に分配し、38万ポンドの青銅を国庫に納め、残りをフォルトゥーナ神殿の建立に使った。サムニウムから奪った青銅の鎧を鋳潰して、カピトリヌスの丘の上にユーピテルの巨像が作られた。その巨大さのため、アルバ山の神殿からも見えたと言われている。伝説によると、その巨像を磨き上げる際に剥がれ落ちた青銅の量は、カルウィリウスの像を作るに十分であり、彼の像はユーピテル像の足元におかれたといわれている。
翌年、カルウィリウスは軍事経験を持っていなかった執政官デキムス・ユニウス・ブルトゥス・スカエウァのレガトゥス（高級幕僚）となった。歴史家ウェッレイウス・パテルクルス（紀元前19年 - 31年）は、おそらく紀元前289年にケンソル（監察官）に就任したとしている

## 二回目の執政官
カルウィリウスは、紀元前272年に二度目の執政官に就任。同僚執政官は前回と同じくクルソルであった。ピュロス戦争（紀元前280年– 紀元前275年）の後、エペイロス王ピュロスはイタリアを去ったが、両執政官はピュロスが戻る前にサムニウムとの戦いを完全に終わらせようとした。戦争の詳細は不明であるが、両執政官はサムニウム、ルカニア（en）、ブルティウム（en）、さらにはターレス（ローマ名タレントゥム、現在のターラント）に勝利し、二度目の凱旋式を実施した。

## 参考資料
1. ↑  Dictionary of Greek and Roman Biography and Mythology, William Smith, Editor
2. ↑  ティトゥス・リウィウス『ローマ建国史』、x. 9, 39, 43-45, 46.
3. ↑  Joannes Zonaras, Epitome Historiarum, viii. 1.
4. ↑  大プリニウス『博物誌』、xxxiv. 7., s. 18
5. ↑  バルトホルト・ゲオルク・ニーブール『ローマ史』、vol. iii., p. 392 ff.
6. ↑  ウェッレイウス・パテルクルス『ローマ世界の歴史』、ii. 128.
7. ↑  Joannes Zonaras, Epitome Historiarum, viii. 1.
8. ↑  凱旋式のファスティ
9. ↑  Joannes Zonaras, Epitome Historiarum, viii. 6.
10. ↑  ティトゥス・リウィウス『ローマ建国史』、 epitome 14
11. ↑  バルトホルト・ゲオルク・ニーブール『ローマ史』、vol. iii., p. 524.

 この記事には現在パブリックドメインである次の出版物からのテキストが含まれている: Smith, William, ed. (1870). Dictionary of Greek and Roman Biography and Mythology (英語). {{cite encyclopedia}}: |title=は必須です。 (説明)